# Ubåtsbunkern Valentin

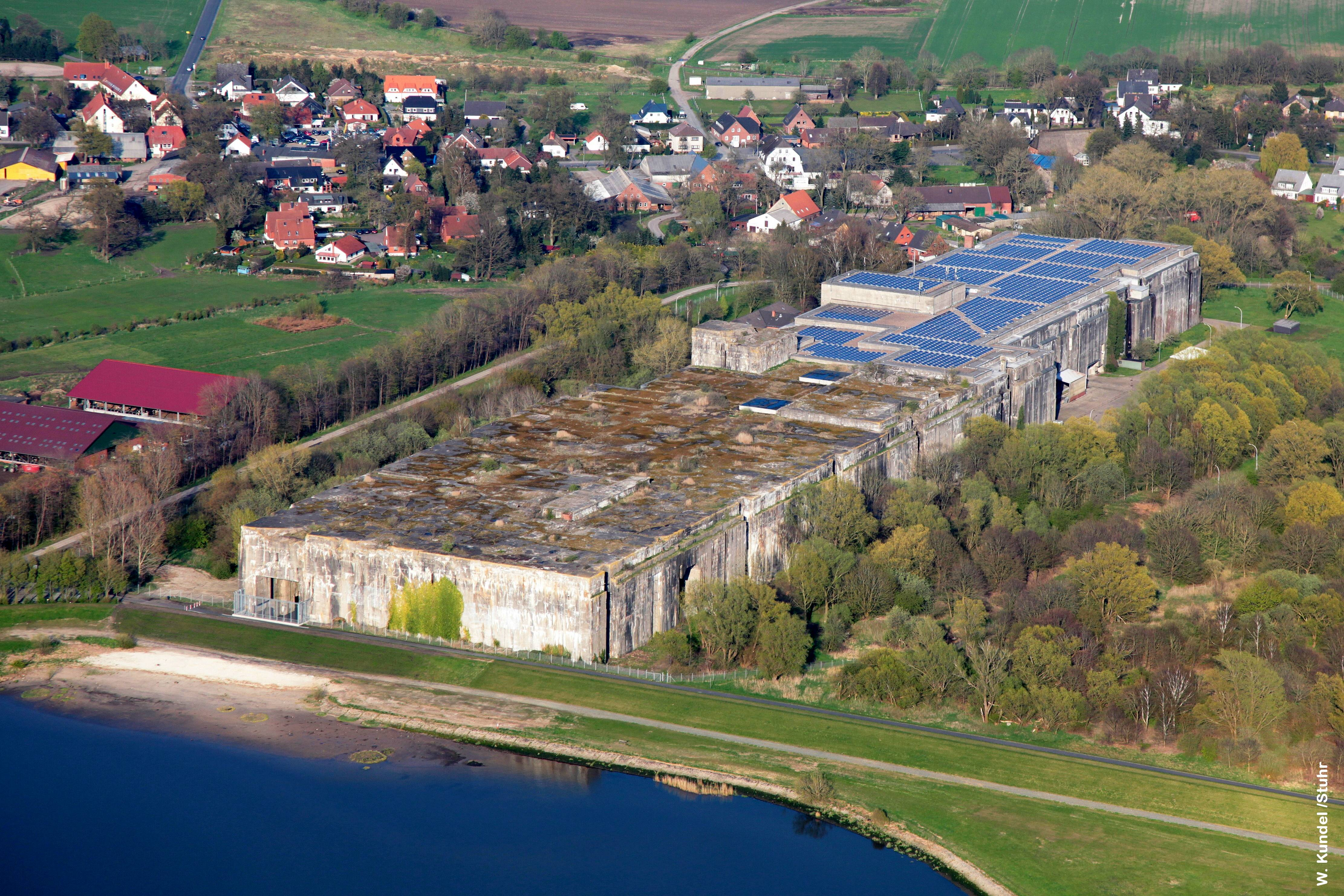
Ubåtsbunkern Valentin, på den bakre takdelen finns sedan 2012 en fotovoltaikanläggning.

Ubåtsbunkern Valentin (på tyska U-Boot-Bunker Valentin, sedermera Denkort Bunker Valentin) är en bunker från andra världskriget belägen vid floden Weser cirka 30 kilometer norr om Bremen i Nordtyskland. I bunkern skulle ubåtar av typ XXI slutmonteras efter löpandebandprincipen. Bygget av bunkern pågick mellan 1943 och mars 1945 och fullbordades till 95 procent. Några ubåtar lämnade aldrig varvet. Ubåtsbunkern Valentin var Kriegsmarinens största enskilda byggprojekt. Den enorma anläggningen uppfördes av omkring 12 000 tvångsarbetare, av dem omkom mellan 2 000 och 6 000. År 2005 förklarades bunkern för byggnadsminne (Baudenkmal) och 2011 började öppnade första delen av ett besökscentrum kallat Denkort Bunker Valentin byggas och ta emot besökare. Den stod färdig 2015 och ordet denkort syftar till en plats för eftertanke.

## Projektet

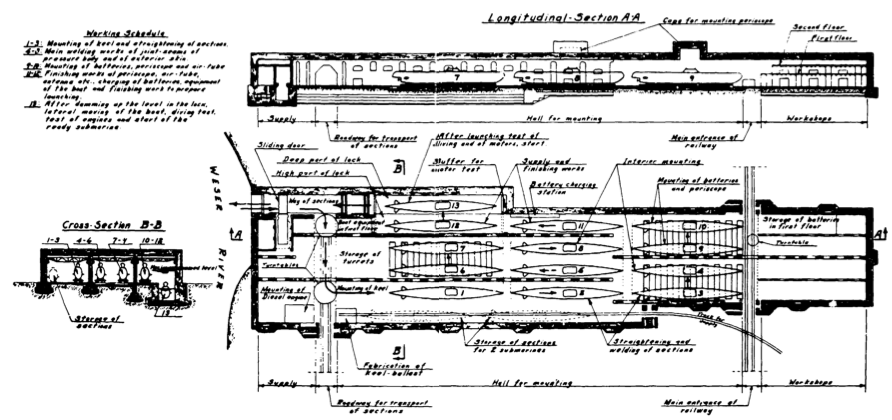
Valentinbunker, sektion och plan.

På grund av bombangrepp på tyska varv under andra världskriget beslöts att producera tyska ubåtar i speciella bunkeranläggningar. Den största av dem på tysk mark gavs mot slutet av år 1942 i uppdrag av Albert Speer, högste ansvarig för Tysklands hela krigsindustri under andra världskriget. Ubåtsbunkern fick namnet Valentin och placerades strax norr om Bremen vid floden Weser. 
Ubåtarna av typ XXI förmonterades i form av åtta separata sektioner på bland annat Blohm + Voss och AG Weser och skulle sedan på vattenvägen transporteras till Valentinbunkern. Här skulle ubåtssektionerna efter löpandebandprincipen slutmonteras och utrustas i 13 montagestationer. Denna sektionsbyggnadsmetod hade utvecklats i USA för snabb produktion av krigs- och handelsfartyg. Produktionstakten angavs med 56 timmar per ubåt, alltså 14 båtar per månad. Montagestation 13 bestod av en 16 meter djup dykbassäng, där båtens täthet kunde provas. Via en sluss mellan bunkern och Weser kunde sedan den färdiga ubåten lämna anläggningen.

## Bygget

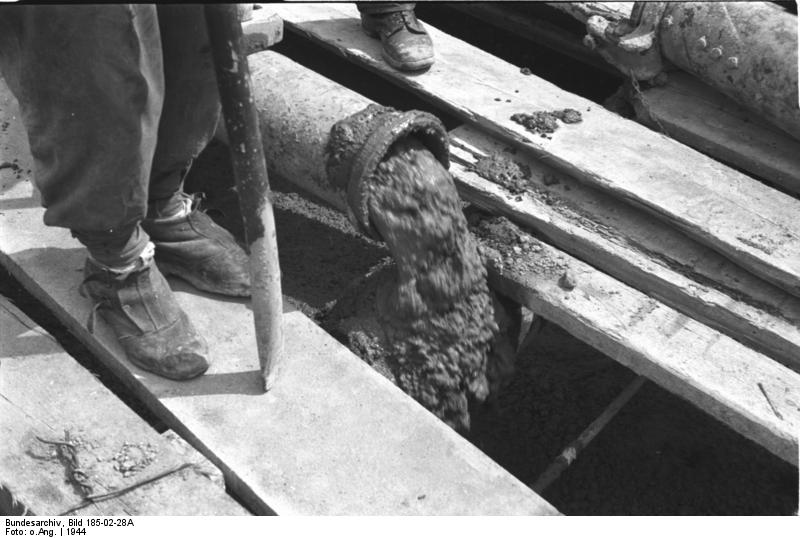
Betong pumpas fram i rörledningar, 1944.

Bunkerbygget planerades och kontrollerades av Organisation Todt. Vid bygget deltog cirka 50 företag och mellan 10 000 och 12 000 tvångsarbetare rekryterades och tvingades arbeta i tiotimmars skift. De hämtades från av Tyskland ockuperade områden, fångläger och från KZ Neuengamme utanför Hamburg. Förmodligen omkom mellan 2 000 och 6 000 människor under de hårda villkoren som rådde på byggarbetsplatsen. 
Byggarbetena började i mitten av år 1943, i oktober samma år göts grunden. Valentinbunkern blev 419 meter lång och bestod av två delar, 67 respektive 97 meter breda. I den smala och 350 meter långa delen anordnades själva montagehallen med en inre takhöjd av 18 meter. Den breda delen innehöll flera våningar med bland annat förvaltning, lager, kraftverk, värmecentral och verkstäder. Byggnadens yttre höjd blev mellan 20 och 22 meter över marken. Till bygget behövdes en miljon ton grus och sand, 132 000 ton cement och 27 000 ton stål. Väggarnas och takens betongtjocklek varierade mellan 4,5 och 7,0 meter. 
I anslutning till bunkerbygget restes en betongfabrik varifrån betongen pumpades genom grova rörledningar till arbetsplatsen. Byggkostnaderna beräknades till 120 miljoner Reichsmark. Med sin byggnadsarea av 35 375 kvadratmeter blev Valentinbunkern den största fristående bunkern i Tyskland och den näst största i Europa. Den största - även den en ubåtsbunker - uppfördes av Tyskland i det ockuperade franska Brest.

## Bilder från anläggningsarbetena

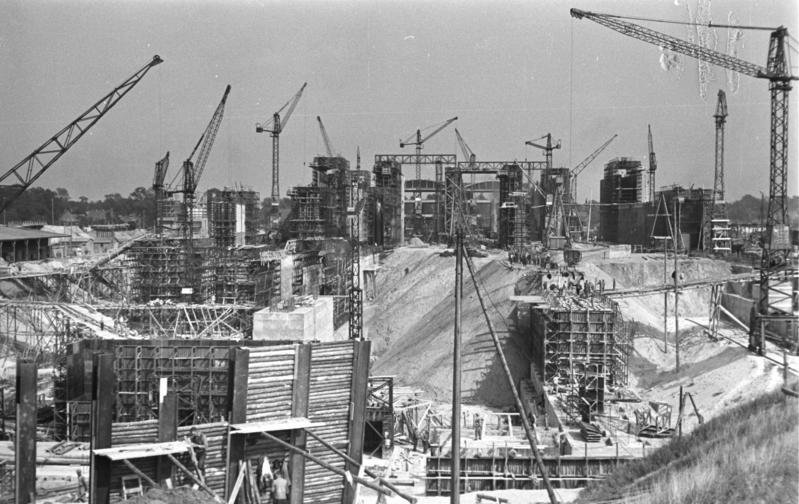
Byggplatsen och kranar 1944
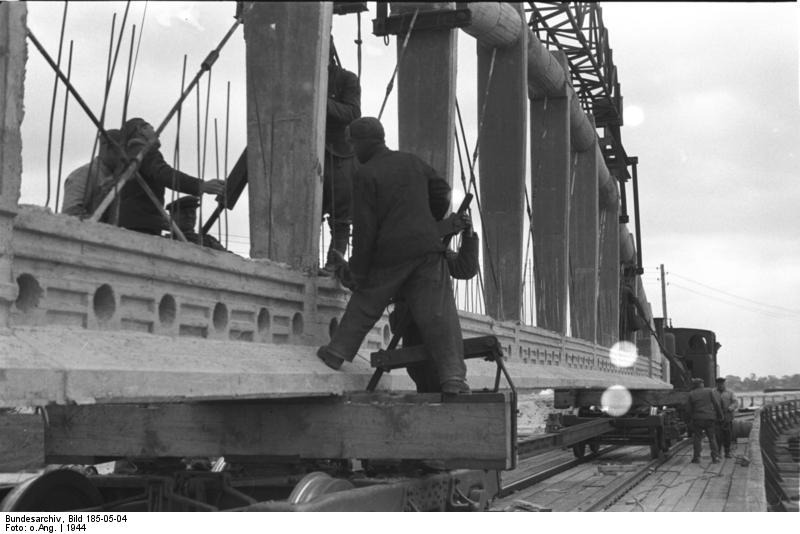
En spännbetongbåge anländer på järnväg
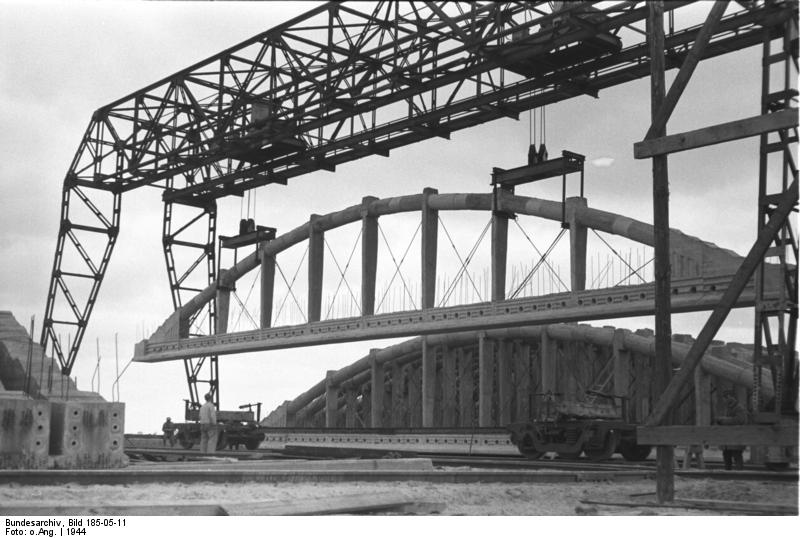
Montage av en spännbetongbåge
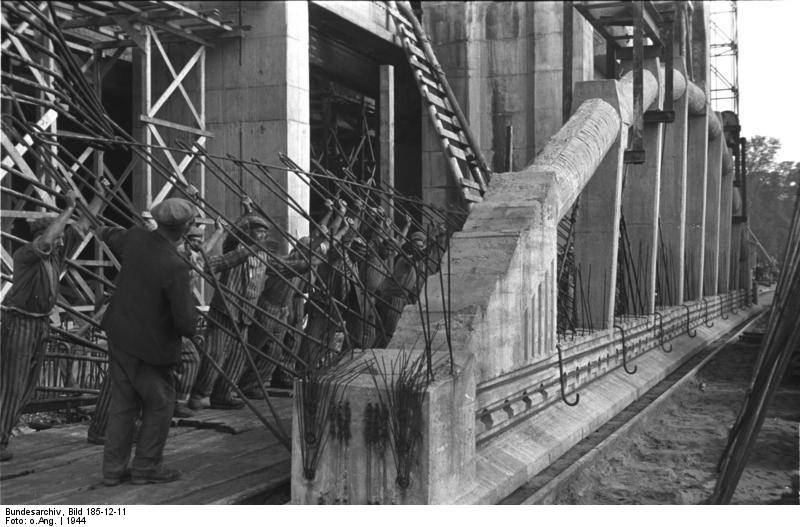
Tvångsarbetare flyttar bågen i position

## Slutet

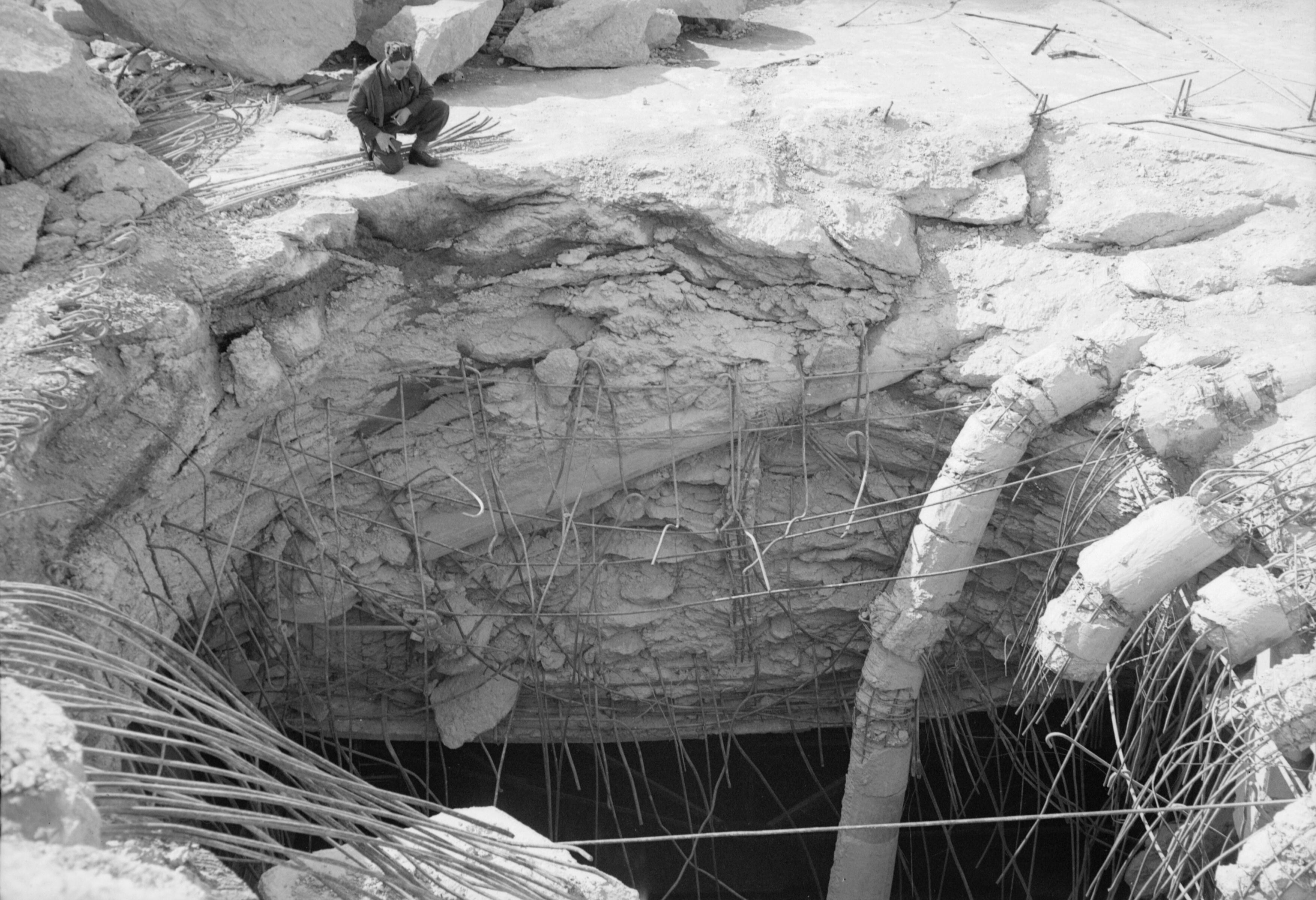
Träff efter en Grand Slam flygbomb.

När Valentinbunkern nästan var färdigställd flög Royal Air Force den 27 mars 1945 en bombräd mot anläggningen. Man fick träff med två 10 tons Grand Slam flygbomber som rev upp ett hål i bunkertaket på cirka 8 meter diameter vardera. Därefter stoppades byggarbetena. Den 30 mars 1945 utfördes ett nytt angrepp genom United States Army Air Forces som fällde flera 2,5 tons bomber. De kunde inte skada själva bunkern, men den kringliggande infrastrukturen förstördes och därmed stoppades materialleveranserna.

## Bunkern efter kriget
Efter krigsslutet i maj 1945 demonterades anläggningen genom de byggföretag som tidigare deltog i bygget. Mellan 1946 och 1949 testade RAF och USAF bomber mot Valentinsbunkern. Man diskuterade även en komplett sprängning av anläggningen, men avstod eftersom man befarade stora skador på kringliggande bebyggelse. 1948 planerades att begrava ubåtsbunkern under rivningsmassor och anlägga en park, men projektet ansågs vara för dyrt. Mellan 1966 och 2010 nyttjades delar av bunkern som reservdelsdepå av Bundeswehr. 
Anläggningen hemligstämplades och föll i glömska. På 1980-talet började tvångsarbetarnas öde uppmärksammas och 1983 restes ett minnesmärke för bunkerns offer. Den 8 maj 2011 invigdes minnesplatsen Denkort Bunker Valentin som fram till år 2015 byggdes ut och kompletterades med ett dokumentations- och besökscentrum. Av själva anläggningen är enbart ett större rum öppet för besökare, resten är avstängd på grund av säkerhetsrisker.

## Nutida bilder

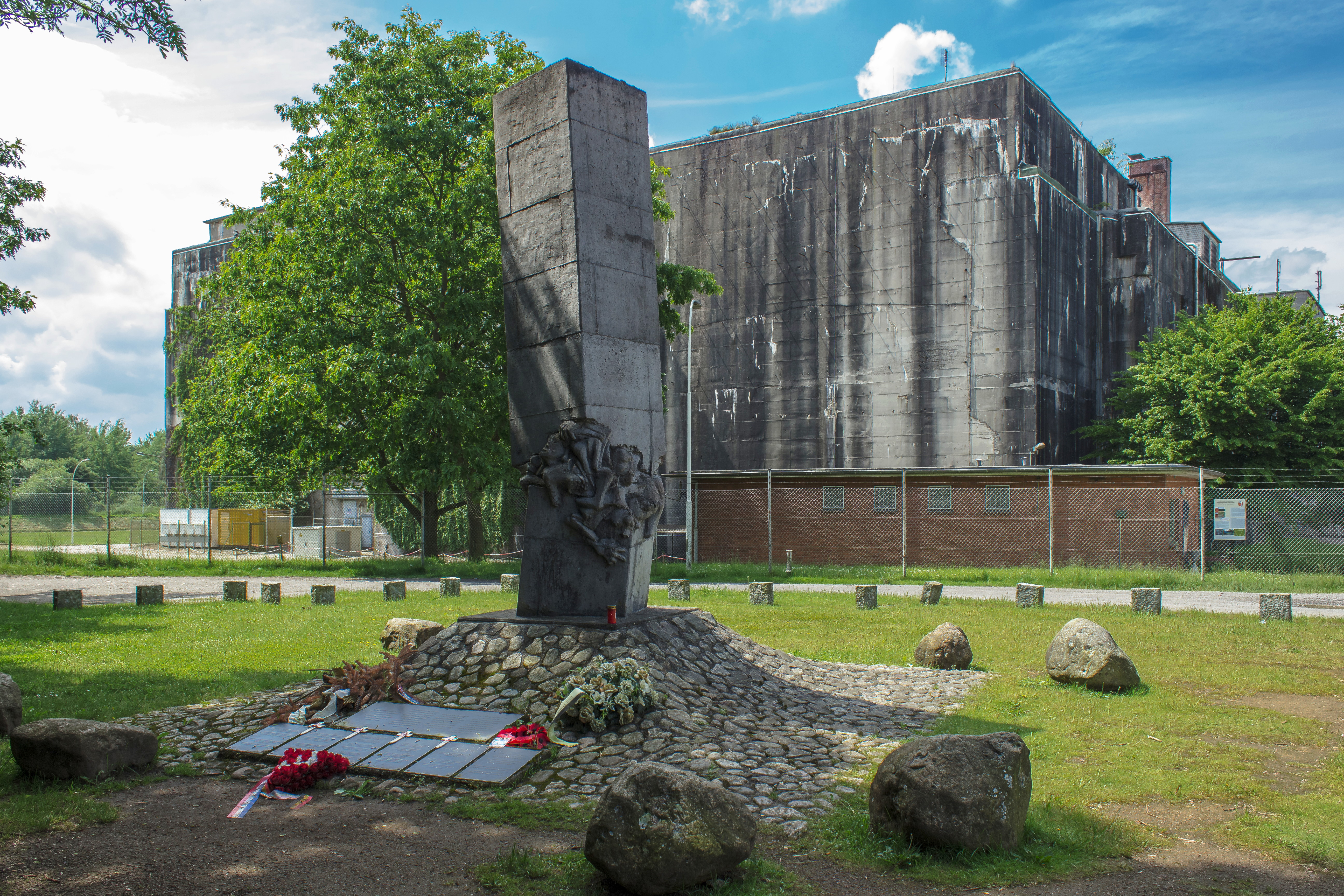
Bunkern och minnesmärket
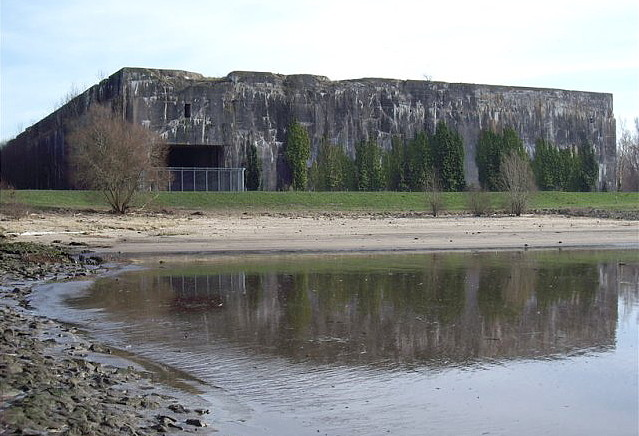
Vy från Weser
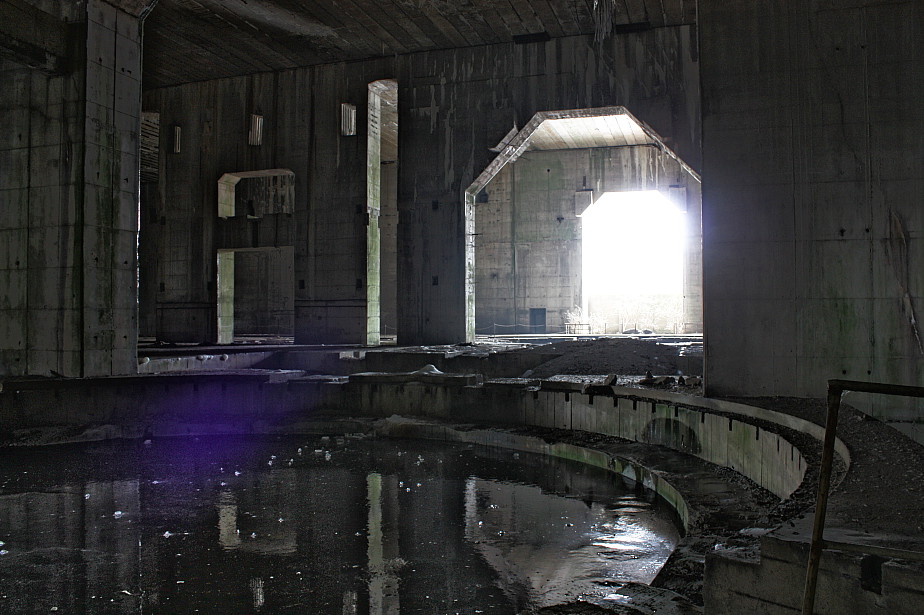
Interiör, vändskivan
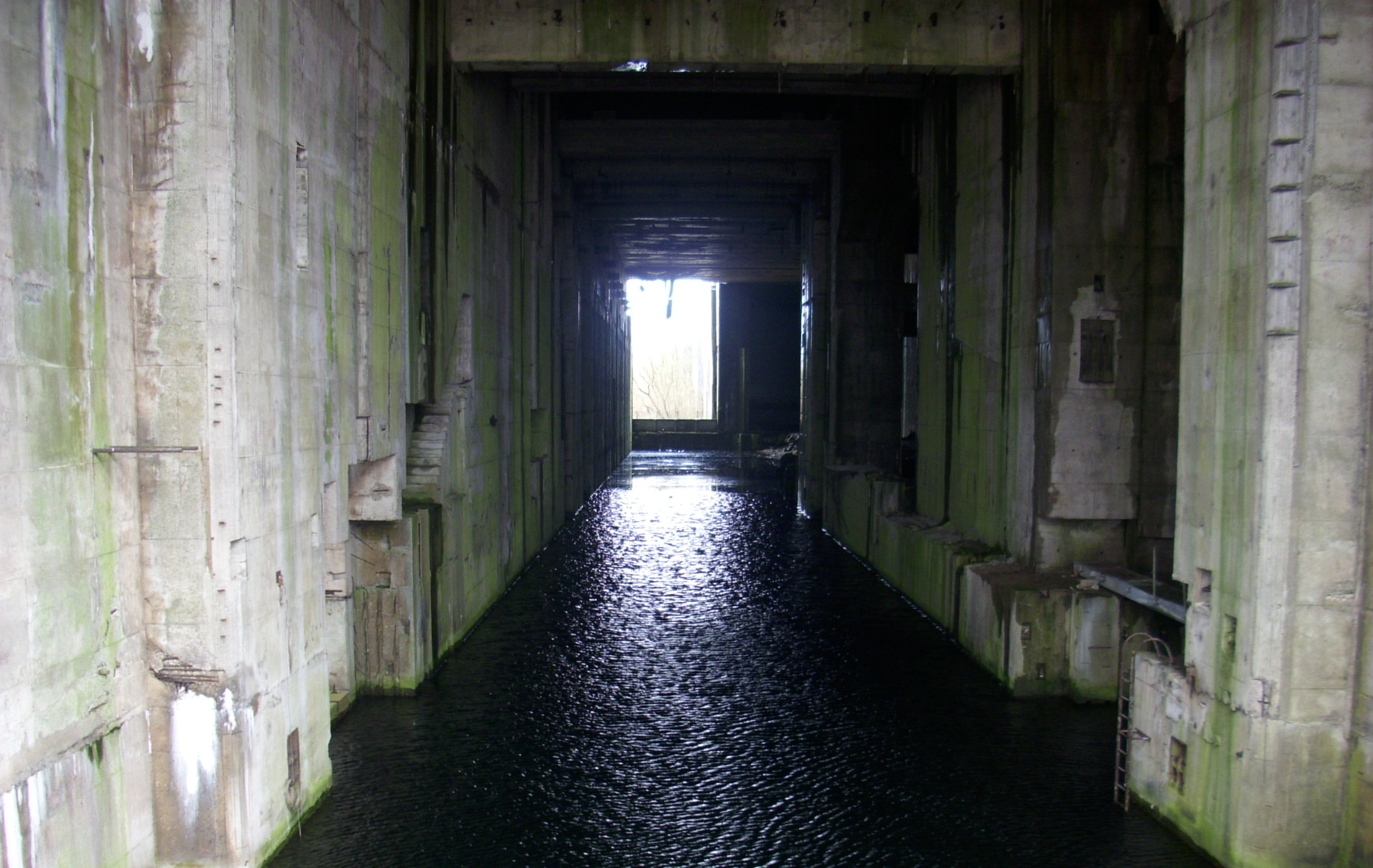
Interiör, dykbassängen